# Drievlekspanner
De drievlekspanner (Stegania trimaculata) is een nachtvlinder uit de familie Geometridae, de spanners. 

## Uiterlijk
De voorvleugellengte bedraagt tussen de 10 en 13 millimeter. Er komen twee varianten voor, die beide goed te herkennen zijn aan drie donkere vlekjes langs de costa. Bij de ene variant zijn de vleugels wit met over de voorvleugel twee fijne dwarslijnen en over de achtervleugel ook een fijne dwarslijn. Bij de andere zijn de vleugels crèmekleurig, zijn de dwarslijnen grover en bevinden zich op de vleugels ook grijze vlekken. 

## Waardplanten
De drievlekspanner heeft de populier als waardplant.

## Voorkomen in Nederland en België
De drievlekspanner is in Nederland en België een zeldzame vlinder, die zich wat uitbreidt. In België is de soort voor het eerst waargenomen in 1984 in de buurt van Brussel en heeft zich daarna ook naar Vlaanderen verspreid, maar nog niet naar het zuiden. In Nederland is de soort voor het eerst in 1987 waargenomen in Tegelen, en zijn sindsdien jaarlijks meldingen uit Midden-Limburg, en hier en daar ook van elders. Sinds 2004 wordt de soort ook jaarlijks gezien op Zuid-Beveland. De vliegtijd is van mei tot september in twee generaties.